# Sarema Muschachojewa
Sarema Muschachojewa (russisch Зарема Мужахоева; geb. 1980) ist eine russische Selbstmordattentäterin tschetschenisch-inguschischer Herkunft.
Muschachojewa plante am 9. Juli 2003 in Moskau als Schwarze Witwe einen Anschlag zu verüben, konnte ihre Tat jedoch nicht ausführen und ließ sich widerstandslos festnehmen. Zum Zeitpunkt ihrer Verhaftung war Muschachojewa die erste Schwarze Witwe, die ihre geplante Tat überlebte und zu befragt werden konnte. Ihr umfangreiches Geständnis ermöglichte den russischen Behörden die Aushebung mehrerer islamistischer Terrorzellen. Da die Entschärfung des Sprengstoffs am Tag ihrer Festnahme scheiterte und den Bombenentschärfer tötete, wurde Muschachojewa zu zwanzig Jahren Haft verurteilt.
Muschachojewas Leben wurde in dem deutschen Dokumentarfilm Sarema, Selbstmordattentäterin ausführlich behandelt.

## Leben
Muschachojewa entstammt zerrütteten Familienverhältnissen. Ihre Mutter verließ die Familie als Muschachojewa zehn Monate alt war, der Vater ging als Arbeiter nach Sibirien, wo er bei einer Messerstecherei getötet wurde, als sie sieben Jahre alt war. Muschachojewa wuchs bei ihren Großeltern auf, wo sie als kostenlose Haushaltshilfe gehalten wird. Die Schule bricht sie nach der achten Klasse ab. In den Tschetschenienkriegen sollen – so die Schilderung ihrer Zellennachbarin im Gefängnis – 38 Personen aus ihrer Familie getötet worden sein.
Im Alter von 17/19 Jahren wurde sie mit einem 20 Jahre älteren Mann namens Chassan verheiratet, die Hochzeit erfolgte mittels eines symbolischen Brautraubs. Zwei Monate / ein Jahr nach der Hochzeit wurde ihr Mann erschossen. Muschachojewa, zu diesem Zeitpunkt bereits schwanger, brachte eine Tochter namens Raschana zur Welt. Die Familie ihres verstorbenen Mannes nahm ihr das Kind weg und gab es dessen kinderlosem Bruder. Ein Versuch ihre Tochter durch eine Entführung zurückzubekommen scheiterte. woraufhin Muschachojewa Suizid begehen wollte, allerdings keinen sinnlosen.
Sie suchte Kontakt zu Raissa Ganijew, deren Bruder Rustam Ganijew bereits mehrere Frauen als Selbstmordattentäterinnen rekrutiert und eingesetzt hatte. Zwei seiner Schwestern waren unter den Geiselnehmern im Moskauer Dubrowka-Theater. Muschachojewa wurde ein Lager tschetschenischer Dschihadisten gebracht, wo sie auch Schamil Salmanowitsch Bassajew traf. Schließlich wird sie in die Militärsiedlung Mosdok gebracht, wo Muschachojewa am 3. Juni 2003 einen Anschlag auf russische Soldaten verüben soll; doch gelingt es Muschachojewa nicht die psychologischen Widerstände zu überwinden, ihre Tat auszuführen.
Nun soll Muschachojewa in Moskau einen Anschlag verüben. Sie reist nach Moskau, wo sie zunächst in der Siedlung Tolstopalzewo unterkommt, zusammen mit den beiden Frauen Sulichan Elichadschijewa und Sinaida Alijewa, die am 5. Juli 2003 auf dem Flugplatz Moskau-Tuschino einen Anschlag mit 17 Toten (einschließlich sie selbst) und über 60 Verletzten verübten. Am 9. Juli 2003 wurde Muschachojewa mit dem Auto nach Moskau gebracht, wo sie im Café Mon kafe ihren Anschlag verüben sollte. Muschachojewa konnte jedoch erneut ihre psychischen Widerstände nicht völlig beiseite legen. Zwar drückte sie den Auslöser der Bombe in ihrer Tasche, doch versagte der Zünder. Das Sicherheitspersonal des Cafés wurde auf sie aufmerksam und alarmierte die Polizei. Muschachojewa erklärte, dass sie eine Bombe bei sich trug und ließ sich widerstandslos festnehmen. Beim Versuch die nicht explodierte Bombe zu entschärfen, kam der Bombenentschärfer ums Leben.
In der Haft legte Muschachojewa ein umfangreiches Geständnis ab, da man ihr Strafnachlass versprach. Ihre Aussage führte zur Festnahme bzw. Tötung von einem dutzend tschetschenischer Terroristen und der Aushebung von Ausbildungslagern.
Muschachojewas Geständnis half ihr nicht zu einer geringeren Strafe. Aufgrund des Todes des Bombenentschärfers wurde sie im April 2004 zu 20 Jahren Haft verurteilt. Ihre Revision wurde abgelehnt.

## Motive für die Tat
Neben ihren zerrütteten Familienverhältnissen gab Muschachojewa bei ihrem Geständnis den Tschetschenienkrieg und den Hass auf die russische Politik als wesentlichen Grund für die Radikalisierung von Frauen an, die Selbstmordattentate ausführen, da dieser Krieg massive Verluste für ihr eigenes Leben bedeutete. Die Journalistin Julia Jusik, die mit ihren Recherchen über die Schwarzen Witwen international bekannt wurde, schreibt:
"Der Mythos vom Fanatismus und der Aggressivität der tschetschenischen Selbstmordattentäterinnen löst sich nach Sarema Muschachojewas Erzählung in Luft auf. Sarema entlarvt sämtliche Videobilder, auf denen junge und schöne Geschöpfe schwören, mit den Ungläuigen abzurechnen. Nicht mit den Ungläubigen versuchen sie abzurechnen, sondern mit ihrer eigenen Trauer, ihren früheren Fehlern, ihrem vergangenem zerstörten Leben.

## Filme
- Sarema, Selbstmordattentäterin, Dokumentarfilm, ZDF, 2005. Regie: Juri Ginsburg & Markus Thöß.[2]